# Мішель Мартен Дроллінг
Мішель Мартен Дроллінг (Мішель Мартен Дроллен, фр. Michel Martin Drolling; 7 березня 1789, Париж — 9 січня 1851, там же) — французький історичний і портретний живописець. Педагог. Професор живопису. Представник французького неокласицизма.

## Біографія
Перші уроки живопису отримав у батька Мартена Дроллінга (1752—1817), потім з 1806 в Паризькій академії мистецтв — учень Жак-Луї Давида
За написану ним картину «Гнів Ахілла» в 1810 був удостоєний Римської премії Французька академія в Римі. Ставши лауреатом Великої Римської премії, отримав можливість вирушити до Італії та жити за рахунок патрона премії.
Протягом кількох років удосконалював майстерність у Римі, де вивчав твори старовинних майстрів.
Після повернення на батьківщину виставлявся в Паризькому Салоні, серед інших картин, в 1817 — полотно «Смерть Авеля».
У 1837 став членом французької Академії вишуканих мистецтв при Інституті Франції.

## Творчість
Автор неокласичних картин, переважно на сюжети, запозичені з античної історії, міфології та Біблії. Портретист.
Його твори відрізняються граціозністю композиції, правильністю малюнка, шляхетністю форм і вірністю природі, хоч і справляють дещо холодне враження. У його роботах відчутно вплив старих голландських майстрів живопису.
Головні серед них:
- Орфей та Еврідіка (грав. Фр. Гарньє),
- Розлука Поліксени з її матір'ю, Гекубой (обидві в Луврі),
- Отрок-Христос серед мудреців у храмі (у паризькій церкві Лореттської Богоматері), А також кілька плафонів у Луврському та Версальських палацах і настінний живопис у паризькій церкві Сен-Сюльпіс.

Портрети, написані Дроллінгом, чудові за вірною характеристикою зображених облич та прекрасному ліпленні.

## Педагогічна діяльність
Професор живопису. Викладав в Ппаризькій Національній вищій школі образотворчих мистецтв, де виховав багатьох відомих французьких художників, серед яких Теодор Аман, Жюль Бретон, Бріллуен, Роджер Фентон, Альфред Декан, Шаплен, Клеман, Рішом, Еннер та інші.

## Галерея
|  |  |  |  |